# Иван Ференчак
Иван Ференчак (Краљев Врх, 9. мај 1894 – Вировитица, 13. април 1969) био је југословенски комуниста и учесник Октобарске револуције.

## Биографија
Ференчак је био официр Југословенског добровољачког корпуса, а потом један од оснивача Југословенске комунистичке групе у Москви.
Први је уредник „Револуције", касније „Светске револуције", органа Југословенске комунистичке групе у Москви. Члан Комитета Групе постао је у августу 1918. године.
Поткрај 1918. године Ференчак се вратио у домовину. У Загребу је 5. децембра срео повратника Фрању Дробног, након чега се повезују с месним друговима: Аугустом Цесарцем, Мирославом Крлежом, Симом Миљушем и Ф. Љуштином. Њихова главна задаћа била је организовање ћелија и стварање Комунистичке партије Југославије. Лимарски помоћник Рудолф Антолић, прератни социјалдемократа, радио је на организацији радника у Ријеци, Сушаку и Пожеги, где је био везан с Ференчаком.
Након победе комунистичке револуције у Мађарској 1919. године, Ференчак и Дробни су пребацивали новац из Совјетске Мађарске за припрему револуције у Југославији.
Касније се пасивизирао и није учествовао у Народноослободилачкој борби током Другог светског рата. Након рата живео је у Голом Брду код Вировитице.
Умро је 13. априла 1969. године у Вировитици.